# Генерал Михаил Д. Скобелев (булевард в София)
„Генерал Михаил Д. Скобелев“, наричан за кратко „Скобелев“, е централен булевард в София. Наречен е на руския генерал Михаил Скобелев.
Намира се в същинския център на София в близост до тунела под НДК и Петте кьошета в източната си част (откъдето на изток продължава като булевард „Васил Левски“), до бул. „Александър Стамболийски“ в западната си част (след което продължава на север под името ул. „Опълченска“).
Булевард „Скобелев“ се пресича с някои основни пътища в София като бул. „Патриарх Евтимий“, бул. „Христо Ботев“ и бул. „Прага“ при Петте кьошета. Също преминава до бул. „Македония“ и бул. „Тотлебен“ на колелото на Руски паметник. На пресечката на „Скобелев“ с улица „Лайош Кошут“ е поставена паметна плоча в чест на унгарския държавник и революционер.
По булеварда преминават и някои линии на градския транспорт в София като маршрутни таксита № 15, 16, 21, 27, 29, 35, 38, 44, както и тролейбусни линии – № 1, 5, пресичат го № 2, 8 и 9.
На № 79 се намира Медицинският институт на МВР.